# Crucifixión (Dalí)
Crucifixión, conocido también como Corpus hypercubus, es un cuadro realizado por el pintor español Salvador Dalí en 1954. Está pintado mediante la técnica del óleo sobre lienzo, sus medidas son 194,5 x 124 cm y se conserva en el Museo Metropolitano de Arte de Nueva York. 
En él aparece Cristo con un cuerpo atlético y en tensión levitando en la cruz. Gala, la mujer de Dalí, está retratada a sus pies contemplándolo expectante; su tratamiento y sus ropas recuerdan a Zurbarán y Murillo. Al fondo aparece el pueblo gerundense de Cadaqués, el que fuera lugar de veraneo de Dalí y donde ahora está la Casa Museo Salvador Dalí. Sobre este cuadro, en el que emplea un claroscuro barroco, Dalí ha dicho:

Pinté una cruz hipercúbica en la que el cuerpo de Cristo se convierte metafísicamente en el noveno cubo, siguiendo los preceptos del discurso sobre la forma cúbica de Juan Herrera, constructor de El Escorial, inspirado en Ramon Llull.